# Miyamoto Yuriko

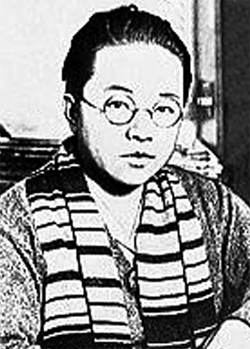
Yuriko Miyamoto

Miyamoto Yuriko (japanisch 宮本 百合子, eigentlich: Chūjō Yuri (中條 ユリ); * 13. Februar 1899 in Koishikawa (heute: Bunkyō), Tokio; † 21. Januar 1951) war eine japanische Schriftstellerin und Kritikerin der Shōwa-Zeit.
Im Alter von 17 Jahren debütierte sie mit Mazushiki Hitobito no Mure (貧しき人々の群, dt. „Eine Schar armer Menschen“) und wurde als Genie angesehen, später spielte sie eine wichtige Rolle als Autorin proletarischer Literatur und als Führerin der demokratischen Literatur.

## Leben

### Familie
Sie wurde in Tokio im Bezirk Koishikawa (heute: Bunkyō) als älteste Tochter des in der Taishō-Zeit berühmten Architekten Chūjō Seiichirō und seiner Frau Sumie geboren (ihr im Koseki eingetragener Wohnsitz war Minamimachi in Kōriyama, Präfektur Fukushima). Ihr Vater, Seiichirō, wurde in Yonezawa, Präfektur Yamagata geboren, schloss in Fukushima die Grundschule ab und ging nach Tokio; nach Abschluss eines Architekturstudiums an der Universität Tokyo war er im Unterrichtsministerium angestellt und wurde dann Lektor für Bauingenieurwesen an der Landwirtschaftsschule in Sapporo. Ihr Großvater, Chūjō Masatsune, war Samurai in Yonezawa, hatte später einen Posten in der Präfektur Fukushima und setzte sich für die Aushebung des Asaka-Kanals ein. Ihre Mutter, Sumie, war die älteste Tochter Nishimura Shigekis, der Anfang der Meiji-Zeit als Denker eine wichtige Rolle gespielt hatte.

### Jugend
Während ihrer Schulzeit begann sie zu schreiben. Nachdem sie 1916 den Vorbereitungskurs für Anglistik an der Nihon Joshi Universität begonnen hatte, veröffentlichte sie auf Anraten des Autors Tsubouchi Shōyō in der Septemberausgabe der Zeitschrift Chūō Kōron unter dem Namen Chūjō Yuriko im humanistischen Stil der Shirakaba-Gruppe die Erzählung Mazushiki Hitobito no Mure und wurde als Genie angesehen. In diesem Werk schilderte sie ihre Erfahrungen mit den armen Bauern aus dem Dorf ihres Großvaters, der in dort Großgrundbesitzer war. Den weiterlaufenden Vorbereitungskurs an der Nihon Joshi Universität brach sie bald ab.

### Heirat und Scheidung
Gemeinsam mit ihrem Vater unternahm sie 1918 eine Studienreise in die Vereinigten Staaten, wurde im folgenden Jahr Hörerin an der Columbia University und heiratete den 15 Jahre älteren Araki Shigeru, einen Forscher der alten Sprachen Asiens, den sie dort kennengelernt hatte. Im Dezember kehrte sie nach Japan zurück. Aber zwischen den beiden entstanden Konflikte, und sie ließen sich 1924 scheiden. Während sie mit der durch Nogami Yaeki kennengelernten Yuasa Yoshiko, die sich mit russischer Literatur beschäftigte, zusammenlebte, verarbeitete sie ihr fehlgeschlagenes Eheleben im Roman Nobuko (伸子), der zu einem erstklassigen Werke der modernen japanischen Literatur wurde. Der gesamte Briefwechsel dieser Zeit mit Yuasa wurde 2008 vom Verlag Kanrin Shobō veröffentlicht (ISBN 978-4-87737-261-3 (japanisch)).

### Die proletarische Literaturbewegung
Gemeinsam mit Yuasa lebte sie ab Dezember 1927 drei Jahre in der Sowjetunion. Sie pflegte die Freundschaft mit Leuten wie dem Regisseur Sergei Eisenstein; Ebenso mit dem Regisseur Kinugasa Teinosuke und dem späteren Gründer der Zenshinza-Kabuki-Gruppe Kawarasaki Chōjūrō, die zu dieser Zeit die Sowjetunion und Europa bereisten. Nach einer Westeuropareise kehrte sie im November 1930 nach Japan zurück. Im folgenden Monat trat sie dem Schriftstellerbund NARP bei, nahm an der proletarischen Literaturbewegung teil und trat 1931 in die damals illegale Kommunistische Partei Japans ein. Außerdem wurde sie Verantwortliche für die Zeitschrift Hataraku Fujin (働く婦人, dt. „Arbeitende Frau“). Im nächsten Jahr heiratete sie den neun Jahre jüngeren Miyamoto Kenji, der auch Literaturkritiker und Mitglied der Kommunistischen Partei war. Wenig später wurde sie verhaftet und Kenji ging in den Untergrund. 1933 wurde Kenji verhaftet und als Haupttäter im Lynch-Zwischenfall vor Gericht gebracht. Im folgenden Jahr ließ sich die inzwischen freigelassene Yuriko vorschriftsmäßig in Kenjis Koseki eintragen und änderte so ihren Namen von Chūjō auf Miyamoto; 1937 änderte sie ihren Schriftstellernamen ebenfalls auf Miyamoto Yuriko.

### Während des Krieges
Yuriko unterstützte den eingesperrten Kenji, wurde aber selbst mehrmals verhaftet, worunter auch ihre körperliche Verfassung litt. Trotz der Verhaftungen und Schreibverbote setzte sie hartnäckig ihre literarische Tätigkeit fort. Kenji wurde 1944 zu einer lebenslangen Haftstrafe verurteilt und kam ins Gefängnis von Abashiri, aber weil das GHQ nach Japans Kriegsniederlage die sofortige Freilassung aller politischen Gefangenen anordnete, kam Kenji nach zwölf Jahren Gefängnis im Oktober 1945 wieder frei. Die etwa 900 Briefe, die sie mit ihrem Ehemann austauschte, wurden später von beiden einer Auswahl unterzogen und nach Yurikos Tod als Jūni-nen no Tegami (十二年の手紙, dt. „Die Briefe der zwölf Jahre“) veröffentlicht.

### Die Wirkung nach dem Krieg
Als die Kommunistische Partei nach dem Krieg wieder aktiv wurde, arbeitete Yuriko energisch an der sozialen Bewegung und an ihrer Schriftstellertätigkeit. Sie war auch vom Schreibverbot während des Krieges befreit und hinterließ zahlreiche Werke wie Fūchisō (風知草, dt. „Das Gras, das den Wind kennt“), Banshū Heiya (播州平野, dt. „Die Banshū-Ebene“), für die sie 1947 den Mainichi-Kulturpreis erhielt, oder Dōhyō (道標, dt. „Wegweiser“). Sie schilderte einen Großteil ihres bewegten Lebens in Form von Romanen. Außerdem war Mitglied im Zentralkomitee der Literaturgesellschaft Neues Japan und in der Leitung der Demokratischen Frauenvereinigung, sie bemühte sich unter Führung der Kommunistischen Partei um die Förderung der Literatur- und Frauenbewegung.

### Tod
Durch Unstimmigkeiten innerhalb der Partei über die politische Richtung unter der Besatzung sowie dem Red Purge waren 1950 die Aktivitäten der Kommunistischen Partei stark eingeschränkt, auch Kenji, der ein Mitglied des Zentralkomitees der KP war, wurde Ziel der Säuberungen und war als Führer der Internationalen Fraktion mit einer Spaltung der Partei konfrontiert. In dieser kritischen Situation setzte Yuriko das Schreiben und das Werben für die Partei fort. Im selben Jahr vollendete sie die drei Teile ihres Romans Dōhyō, der von ihren Erfahrungen in der Sowjetunion handelt. Aber sie starb unerwartet im Januar des nächsten Jahres (1951) an einer Blutvergiftung. Sie wurde 51 Jahre alt.

### Nach dem Tod
Nach ihrem Tod regelte Kenji die Unstimmigkeiten und wurde Generalsekretär der wiedererstarkten KP, Yuriko war weiterhin hoch geschätzt als seine Frau und als wichtigste Autorin proletarischer Literatur. Fünfzig Jahren nach ihrem Tod (2001) begann der Verlag Shin Nihon Shuppansha mit der Veröffentlichung ihres Gesamtwerkes, die 2004 mit 33 Bänden abgeschlossen war. Katō Shūichi und der zu dieser Zeit Vorsitzende der KP Tetsuzō Fuwa sowie das frühere KP-Mitglied Tsutsumi Seiji sprachen ihre Empfehlung für diese Gesamtausgabe aus.

## Hauptwerke
- Mazushiki hitobito no mure (貧しき人々の群, 1916)
- Nobuko (伸子, 1924)
- 1932-nen no haru (一九三二年の春, dt. „Der Frühling von 1932“, 1932)
- Chibusa (乳房, 1935)
  - dt. Die Brust. Aus dem Japanischen von Jürgen Berndt. Aufbau Verlag, Berlin 1960.
- Sugigaki (杉垣, dt. „Die Zedernhecke“, 1939)
- Sangatsu no daiyon nichyō (三月の第四日曜, dt. „Der vierte Sonntag im März“, 1940)
- Banshū heiya (播州平野, 1946)
  - dt. Die Banshu-Ebene. Aus dem Japanischen von Jürgen Berndt. Aufbau Verlag, Berlin 1960.
- Fūchisō (風知草, 1946)
  - dt. Fuchiso. Aus dem Japanischen von Jürgen Berndt. Aufbau Verlag, Berlin 1960.
- Futatsu no niwa (二つの庭, dt. „Zwei Gärten“, 1947)
- Dōhyō (道標, 1948–1951)